# Stefano Sauli
Stefano Sauli (... – Napoli, 10 febbraio 1649) è stato un arcivescovo cattolico italiano.

## Biografia
Era figlio dei nobili genovesi Paolo Sauli e Tommasina Centurione.
Referendario dell'una e dell'altra segnatura, fu eletto da papa Urbano VIII arcivescovo metropolita di Chieti e fu consacrato a Roma dal cardinale Alessandro Cesarini il 21 novembre 1638; il pallio gli fu consegnato il 20 dicembre dello stesso anno e il 22 gennaio successivo l'arcivescovo Sauli prese possesso della sede.
A Chieti, il Sauli promosse la costruzione del nuovo monastero di Santa Chiara. 
Morì di podagra a Napoli nel 1649 e fu sepolto nella chiesa di San Giorgio dei Genovesi.

## Genealogia episcopale
La genealogia episcopale è:
- Cardinale Guillaume d'Estouteville, O.S.B.Clun.
- Papa Sisto IV
- Papa Giulio II
- Cardinale Raffaele Sansone Riario
- Papa Leone X
- Papa Paolo III
- Cardinale Francesco Pisani
- Cardinale Alfonso Gesualdo di Conza
- Papa Clemente VIII
- Cardinale Pietro Aldobrandini
- Cardinale Laudivio Zacchia
- Cardinale Antonio Barberini, O.F.M.Cap.
- Cardinale Alessandro Cesarini
- Arcivescovo Stefano Sauli